# Колоид
В химията, колоид е смес, в която едното от веществата, наречено дисперсна фаза, е равномерно разпределено във второто вещество, наречено дисперсна среда. Понякога разпръснатото вещество се нарича колоид, а терминът колоиден разтвор се отнася недвусмислено за общата смес. За разлика от класическия разтвор, чиито вещества представляват само една фаза, колоидът има дисперсна фаза и непрекъсната фаза (дисперсна среда). За да се квалифицира като колоид, сместа трябва да не седиментира или да ѝ отнема много дълго време за да седиментира.
Диспергираните частици имат диаметър между 1 и 100 нанометра. Такива частици обикновено се забелязват лесно през електронен микроскоп. Хомогенните смеси с дисперсна фаза от порядъка на този размер често се наричат колоидни аерозоли, колоидни емулсии, колоидна пяна, колоидни дисперсии или хидрозоли. Диспергираните частици или капки се влияят основно от физикохимията на повърхностите на колоида.
Някои колоиди са полупрозрачни, поради ефекта на Тиндал, при който светлината се разсейва от частиците в колоида. Други колоиди могат да бъдат непрозрачни или да имат лек цвят.
Колоидните разтвори са обект на изследване в колоидната химия. Тази научна област е въведена през 1845 г. от италианския химик Франческо Селми и бива допълнително проучвана след 1861 г. от шотландския учен Томас Греъм.

## Класификация
Тъй като размерът на дисперсната фаза може да е труден за установяване, а колоидите визуално приличат на разтвори, колоидите понякога се идентифицират и характеризират по своите физикохимични и транспортни свойства. Например, ако даден колоид е съставен от твърда дисперсна фаза в течност, твърдите частици няма да се разсеят през мембрана, докато при истински разтвор разтворените йони или молекули биха се разсеяли през мембрана. Поради тази изключителност в размера, колоидните частици не могат да преминават през порите на филтрационна мембрана с по-малък размер от самите тях. Колкото размерът на пората на филтрационната мембрана е по-малък, толкова концентрацията на диспергираните колоидни частици във филтрираната течност е по-малка. Следователно, измерената стойност на концентрацията на истински разтворени частици зависи от експерименталните условия, приложени за отделянето им от колоидните, диспергирани в течността. Това е особено важно при изследването на разтворимостта на хидролизирани елементи като Al, Eu, Am, Cm или органични комплекси. Колоидите могат да се класифицират по следния начин:
| Среда/фаза      | Среда/фаза  | Дисперсна фаза                               | Дисперсна фаза                                                   | Дисперсна фаза                                      |
| Среда/фаза      | Среда/фаза  | Газ                                          | Течност                                                          | Твърдо тяло                                         |
| --------------- | ----------- | -------------------------------------------- | ---------------------------------------------------------------- | --------------------------------------------------- |
| Дисперсна среда | Газ         | Не са известни такива колоиди                | Течен аерозол Примери: мъгла, облаци, лак за коса                | Твърд аерозол Примери: дим, фини прахови частици    |
| Дисперсна среда | Течност     | Пяна Примери: бита сметана, пяна за бръснене | Емулсия Примери: мляко (мазнинна част), майонеза, лосион, латекс | Зол Примери: мляко (протеинова част), мастило, кръв |
| Дисперсна среда | Твърдо тяло | Твърда пяна Примери: аерогел, пемза          | Гел Примери: агар-агар, желатин                                  | Твърд зол Примери: рубиново стъкло                  |

Според природата на взаимодействие между дисперсната фаза и дисперсната среда, колоидите могат да се класифицират като хидрофилни колоиди (колоидните частици се привличат от водата) и хидрофобни колоиди (колоидните частици се отблъскват от водата). В някои случаи колоидният разтвор може да бъде счетен за хомогенна смес.

## Взаимодействия между частиците
Следните сили играят важна роля при взаимодействието на колоидните частици:
- Електростатично взаимодействие: Колоидните частици често носят електричен заряд и следователно се привличат или отблъскват една друга. Зарядът на дисперсната фаза и дисперсната среда, както и подвижността на фазите са фактори, засягащи това взаимодействие.
- Сили на Ван дер Ваалс: Това се дължи на взаимодействието между два дипола, които са постоянни или индуцирани. Дори ако частиците нямат постоянен дипол, колебанията в електронната плътност пораждат временен дипол в някоя частица. Този временен дипол индуцира диполи у съседните частици. Впоследствие временният дипол и индуцираните диполи започват да се привличат. Този феномен е познат като сили на Ван дер Ваалс и присъства винаги.
- Ентропични сили: Според втория закон на термодинамиката, дадена система напредва към състояние на максимална ентропия. Това може да доведе до пораждането на сили.
- Стерическият ефект между полимерните повърхности или в разтвори, съдържащи неабсорбиращи полимери, може да модулира силите между частиците, образувайки допълнителна пространствена (стерическа) сила на отблъскване (която е главно с ентропичен произход) или сила на привличане между тях. Този ефект се изучава задълбочено при суперпластификаторите за увеличаване на работоспособността на бетона и за намаляване на водното му съдържание.

## Приготвяне
Съществуват два основни начина за приготвяне на колоиди:
- Диспергиране на големи частици или капки в колоидални размери чрез смилане, пръскане или трошене (разбъркване, разклащане и пр.).
- Кондензация на малки разтворени молекули в по-големи колоидни частици чрез утаяване, кондензация или редукционни реакции.

## Стабилизация
Стабилността на дадена колоидна система се определя от останалите в равновесие разтворени частици в разтвора. Стабилността се възпрепятства от феномените на агрегация и седиментация, които се задвижват от склонността на колоида да намалява повърхностната си енергия. Намаляването на повърхностното напрежение стабилизира колоидната система като намалява тази задвижваща сила.
Агрегацията се дължи на сбора от силите на взаимодействие между частиците. Ако силите на привличане (например силите на Ван дер Ваалс) надделеят над силите на отблъскване (например електростатичните сили), частиците се агрегират в купове.
Електростатичната стабилизация и стерическата стабилизация са двата главни механизма за стабилизиране срещу агрегация.
- Електростатичната стабилизация се основава на взаимното отблъскване на подобни електрически заряди. По принцип различните фази имат различно влечение към зарядите, така че се образува двоен електрически слой при всяка повърхност. Малкият размер на частиците води до огромна площ, а този ефект се увеличава многократно у колоидите. В стабилен колоид, масата на дисперсната фаза е толкова малка, че плавателността или кинетичната енергия са твърде слаби за да превъзмогнат електростатичното отблъскване между заредените слоеве на дисперсната фаза.
- Стерическата стабилизация се състои в покриването на частиците в полимерите, което им пречи да се приближават твърди близо до обсега на силите на привличане.

Възможно е и комбиниране на двата механизма (електростерическа стабилизация). Гореспоменатите механизми за намаляване на агрегацията на частиците разчитат на увеличаването на силите на отблъскване. Тези методи за стабилизация не адресират пряко проблемите на седиментация/плаване.
Седиментацията на частиците (също и плаване, макар този феномен да се среща по-рядко) възниква от разликата в плътността на дисперсната фаза и дисперсната среда. Колкото по-голяма е разликата в плътностите, толкова повече се ускорява утаяването на частиците.
- Стабилизацията чрез мрежа от гел представлява основният начин за произвеждане на колоиди, които са стабилни както към сегрегация, така и към седиментация.[11][12]

Методът включва добавянето на определен полимер към колоиден разтвор, при което се образува мрежа от гел с изтъняващи свойства. Утаяването на частиците се възпрепятства от сковаността на полимерната матрица, в която се улавят частиците. Освен това, дългите полимерни вериги могат да предоставят стерическа или електростерическа стабилизация на дисперсната фаза.

## Кристали
Колоидният кристал представлява строго подреден масив от частици, които могат да бъдат образувани в много широки граници (обикновено от порядъка на няколко милиметра до сантиметър) и изглеждат аналогични на техните атомни или молекулни копия. Един от най-фините природни примери на този феномен на подреждане може да се наблюдава у опала, при който блестящи области от чист спектрален цвят се образуват вследствие на плътно разположени аморфни колоидни сфери от силициев диоксид (SiO2). Тези сферични частици се утаяват в силициеви наноси и образуват високо подредени масиви след години на седиментация и компресия под въздействието на хидростатичните и гравитационните сили. Периодичните масиви от микроскопични сферични частици създават подобни масиви от интерстициални празнини, които играят ролята на естествена дифракционна решетка за видима светлина, особено когато интерстициалното пространство е с големина от същия порядък като падащите светлинни лъчи.

## В околната среда
Колоидните частици могат да служат и за вектор на транспорт на различни замърсители във водата на повърхността или под нея. Радиоактивните частици и тежките метали лесно се сорбират в колоиди във вода. Когато тежки метали или радиоактивни частици образуват свои чисти колоиди, тогава се използва термина „собствен колоид“, обозначаващ чистите фази (например чисти Tc(OH)4, U(OH)4 или Am(OH)3).